# 浙江鼠李
浙江鼠李（学名：Rhamnus rugulosa var. chekiangensis）为鼠李科鼠李属下的一个变种。

## 扩展阅读
- 維基物種上的相關：浙江鼠李